# La Vie à la folie
Pour les articles homonymes, voir On the Edge (homonymie).
Pour plus de détails, voir Fiche technique et Distribution.
La Vie à la folie (On the Edge) est un film irlandais réalisé par John Carney, sorti en 2001.

## Synopsis
Le père de Jonathan Breech, 19 ans, meurt d'alcoolisme. Le jeune homme, après avoir pris de la cocaïne, vole une voiture pour une virée suicidaire. Arrêté, il choisit d'être interné dans une institution psychiatrique.

## Fiche technique
- Titre : La Vie à la folie
- Titre original : On the Edge
- Réalisation : John Carney
- Scénario : Daniel James et John Carney
- Musique : John Carney
- Photographie : Eric Alan Edwards
- Montage : Dermot Diskin et Thomas Wise
- Production : Ed Guiney et Arthur Lappin
- Société de production : Blank Page Productions et Hell's Kitchen Films
- Pays de production :  Irlande
- Genre : Drame
- Durée : 85 minutes
- Dates de sortie : 
  - Irlande : 21 septembre 2001
  - France : 27 mars 2002

## Distribution
- Martin Carney : le prêtre
- Paul Hickey : Mikey
- Camille O'Sullivan : la femme de Mikey
- Cillian Murphy : Jonathan Breech
- Mary Murray : Maria
- Gavin Coleman : le petit ami de Maria
- Stephen Rea : Dr. Figure
- Tricia Vessey : Rachel Row
- Jonathan Jackson : Toby
- Marcella Plunkett : Lesley
- Tom Sullivan : Nick

## Distinctions
Le film a reçu le prix du public lors du Dinard Festival du film britannique 2001.